# اینتلی‌تایپ
مایکروسافت اینتلی‌تایپ (به انگلیسی: Microsoft IntelliType) نام نرم‌افزار راه‌انداز (درایور) ویژهٔ شرکت مایکروسافت برای مجموعه‌ای از صفحه‌کلیدهای این شرکت است. مایکروسافت نسخه‌هایی از این نرم‌افزار را برای هر دو سیستم‌عامل ویندوز و مک‌اواس منتشر کرده است (از نسخهٔ ۱۰٫۱۵ به بعد، اینتلی‌تایپ دیگر بر روی مک‌اواس نصب نمی‌شود). این نرم‌افزار در نهایت با مرکز مدیریت ماوس و صفحه‌کلید مایکروسافت جایگزین شد که عملکردهای اینتلی‌تایپ و اینتلی‌پوینت را در یک برنامه ترکیب می‌کند.
اینتلی‌تایپ از تمامی صفحه‌کلیدهای شناخته‌شدهٔ شرکت مایکروسافت پشتیبانی می‌کند (از جمله صفحه‌کلیدهایی که به‌عنوان بخشی از مجموعه‌های رومیزی عرضه می‌شوند، و همچنین صفحه‌کلیدهای چندرسانه‌ای که برای استفاده در سینمای خانگی رایانه‌ای طراحی شده‌اند). با این حال، برخی از قابلیت‌های پیشرفته ممکن است تنها بر روی مدل‌های خاصی در دسترس باشند. (کاربران برای دسترسی به دکمه‌های ویژهٔ مدل صفحه‌کلید خود، باید نوع آن را درون برنامه انتخاب کنند).

## صفحه‌کلیدهای پشتیبانی‌شده
نکته: از نسخهٔ ۸٫۰ به بعد، پشتیبانی از درگاه پی‌اِس/۲ برای فهرست زیر حذف شده است. حتی استفاده از مبدل‌ها نیز کمکی نمی‌کند . شرکت مایکروسافت نسخهٔ ۷٫۱ را همچنان به‌عنوان نسخه‌ای قابل دریافت ارائه می‌دهد تا کاربرانی که هنوز از صفحه‌کلیدهای دارای درگاه پی‌اِس/۲ (به‌جای یواس‌بی) استفاده می‌کنند، بتوانند از آن بهره ببرند.

فایل راهنمای اینتلی‌تایپ

## قابلیت‌های ویژه
- در صورتی که صفحه‌کلید دارای دکمه‌های چندرسانه‌ای باشد، کاربر می‌تواند آن‌ها را برای اجرای هر برنامه یا عملی تعریف کند.
- نمایش وضعیت روشن یا خاموش بودن کلیدهای نام‌لاک و کپس‌لاک بر روی صفحه‌نمایش، در برخی مدل‌ها فراهم است.
- نمایش میزان صدا روی صفحه، هنگام افزایش یا کاهش آن.

## محدودیت‌ها
در حالی که همواره امکان تعریف کلیدهای ویژه (و در صورت وجود، کلیدهای چندرسانه‌ای) برای کاربر فراهم بود، از نسخهٔ ۶٫۳ به بعد، این قابلیت افزوده شد که این کلیدها نه‌تنها به‌صورت کلی (سراسر سیستم)، بلکه برای هر برنامه به‌صورت جداگانه نیز تعریف شوند.
در نسخهٔ ۶٫۲، برنامه‌ای با نام «dpupdchk.exe» به‌صورت خودکار در پس‌زمینه اجرا می‌شد تا کاربر را به‌طور پیوسته برای بررسی به‌روزرسانی‌ها مجبور کند. وجود این برنامه در پس‌زمینه برای اجرای تنظیمات موجود در پنل کنترل الزامی بود (هرچند می‌شد با تغییر نام فایل از اجرای آن جلوگیری کرد). این رفتار در نسخهٔ ۶٫۳ اصلاح شد و اجرای آن تنها به‌صورت اختیاری هنگام نصب برنامه پیشنهاد می‌شد.
در نسخهٔ ۷٫۰ و نسخه‌های پس از آن، روی سیستم‌عامل ویندوز ۷ (نسخهٔ ۶۴ بیتی)، ثابت شده است که کلیدهای چندرسانه‌ای مانند پخش/توقف، بعدی، قبلی و توقف کامل، در برنامه‌های پخش رسانه‌ای متفرقه مانند آی‌تیونز و مدیا جوک‌باکس در صورتی که این برنامه‌ها در کانون تمرکز (پنجرهٔ فعال) نباشند، غیرفعال می‌شوند. برخی راه‌حل‌های موقت برای رفع این مشکل ارائه شده‌اند. این مشکل تا نسخهٔ ۸ همچنان وجود دارد.